# 石狩市会社員強盗殺人事件
石狩市会社員強盗殺人事件（いしかりしかいしゃいんごうとうさつじんじけん）とは、2005年（平成17年）1月に北海道石狩市新港中央で発生した強盗殺人事件。北海道警察による正式名称は石狩市新港における会社員強盗殺人事件。
現在も犯人特定・逮捕には至っておらず、未解決事件となっている。捜査特別報奨金制度の対象事件となったこともある。

## 概要
2005年（平成17年）1月13日午前5時50分頃、北海道石狩市新港中央にある採石運搬会社事務所内で、この会社に勤めている男性会社員（当時56歳）が殺害されているのを出社した会社の同僚が発見した。
発見時、被害者は事務室の床で血を流して横向きにうずくまった状態で倒れており、頭部を複数箇所にわたって鈍器で殴られたような跡があった。被害者は採石運搬会社事務所の現場責任者で、会社周辺の除雪作業を行うため、午前3時から4時頃の間に出社したと見られる。
また、事務所内は施錠されておらず、会社所有のショベルローダーが盗まれていたが鍵は事務所内に残されていた。現場は石狩湾新港付近にあり、資材置き場や工場などが点在するものの、人通りはほとんどなかった。
一方、同日午前4時10分頃、現場から南に約4キロ離れた石狩市樽川の大型商業施設でATMの設置場所付近の壁がショベルローダーで破壊される窃盗未遂事件が発生。警備会社の通報を受けて札幌北警察署の署員が駆け付けたところ、犯人は何も取らずにショベルローダーを運転して逃走した。
ミニパトカーが30分近く追跡したが、犯人はミニパトカーの追跡を振り切った上に採石運搬会社事務所近くの路上にショベルローダーを乗り捨て、現場付近に駐車してあった白いワゴン車に乗り換えて逃走した。
札幌北警察署の捜査で、乗り捨ててあったショベルローダーは会社所有のものと同一であることが判明したため、札幌北警察署は同一犯による強盗殺人事件と見て本格的な捜査に乗り出した。

## 捜査経過
2006年（平成18年）2月8日、札幌北警察署捜査本部は犯人が事件現場に残したMサイズの手袋とガストーチなどの遺留物を公開した。
その後、2007年（平成19年）5月1日に第1回捜査特別報奨金制度の対象となった。
2010年（平成22年）3月6日、札幌市南区石山のスーパーマーケットでクレーン付きのトラックが出入口を突き破って近くのATMを狙った窃盗未遂事件が発生したが、重機を利用してATMを狙う手口やパトカーの追跡を妨害する工作など本事件と共通点があるため、北海道警察は同一犯の可能性もあると見て捜査をしている。しかし、凶器が発見されず、目撃情報も少ないため、現在も事件解決には至っていない。

## 犯人の遺留品
- ガストーチ（主な用途は配管作業時のロウ付や凍結解氷に使われるが、応用で色々な用途がある）
- Mサイズの手袋
- 国内産のマリンブーツ（長靴）の25 - 26cmサイズの足跡（遺留品ではないが、現場に残されていた足跡から判明）